# Semimaru
Semimaru (蟬丸) ou Semimaro est un poète et musicien japonais du début de l'époque de Heian. Son nom figure dans la liste de l'anthologie Ogura Hyakunin Isshu, mais il n'existe pas de registre historique de sa généalogie. Certaines sources indiquent qu'il est un fils de l'Empereur Uda, ou qu'il est le quatrième fils de l'Empereur Daigo. Il est également possible qu'il ait vécu durant le règne de l'Empereur Ninmyō.
C'est un vagabond dont on croit qu'il aurait vécu dans une grotte à Afusaka no Seki, où il aurait écrit de la poésie waka.
En observant le trafic sur la route de la capitale, il aurait composé le waka (和歌) suivant :
« これやこの行くも帰るも分かれつつ|知るも知らぬも逢坂の関 »

(koreyakono yuku mo kaheru mo wakaretsutsu shiru mo shiranu mo afusaka no seki)

- Ceux qui vont et viennent à la capitale (Afusaka, moderne Osaka);
- Ceux qui se connaissent et ceux qui ne se connaissent pas; 
- Se rencontrent et se séparent;
- Telle est la nature de la porte d'Afusaka (逢坂の関, afusaka no seki).

Ogura Hyakunin Isshu 10
Pour cette raison, il est aussi connu comme Seki no Akagami (関の明神). Pendant les trois ans où Minamoto no Hiromasa (en) voyage régulièrement à la capitale, on croit que Semimaru lui enseigne les techniques du ryūsen (流泉) et du takuboku (啄木) utilisés pour le biwa (琵琶) (luth japonais). D'autres légendes prétendent qu'il n'est pas un maître biwa parce qu'il est aveugle. En ce qui concerne ses poèmes waka, certains, dont celui cité ci-dessus, sont inclus dans l'anthologie Gosen Wakashū et dans les anthologies impériales Shin Kokin Wakashū et Zoku Kokin Wakashū. Il est aussi mentionné dans d'autres œuvres comme le Konjaku Monogatarishū et le Heike Monogatari.
Dans le théâtre nō, il existe une chanson appelée Sekimaru dans laquelle est décrite la vie d'une femme appelée Sakagami (逆髪), qui se rend à Afusaka no Seki et entre d'abord en conflit avec Semimaru mais en tombe amoureuse puis éprouve une douloureuse séparation. On ne sait si le Semimaru de ce conte est le même personnage que le poète du Ogura Hyakunin Isshu.
Dans le sanctuaire Seki Semimaru à Ōtsu, préfecture de Shiga, il lui est rendu hommage en tant que kami.

## Source
- Peter McMillan (2008) One hundred poets, one poem each: a translation of the Ogura Hyakunin Isshu. New York: Columbia University Press.  (ISBN 9780231143981)